# Монтсеррат в Первой мировой войне
Монтсеррат, заморская территория Великобритании в Карибском бассейне, сыграла второстепенную роль в Первой мировой войне. Большую часть их участия представляет собой добровольные гражданские пожертвования, но небольшое количество монтсерратцев также служило в армии или военно-морском флоте. Ежегодно 14 ноября на Монтсеррате отмечается День памяти жителей Монсеррата, погибших в Первой мировой войне, а также погибших во Второй мировой войне и войне в Ираке.

## История

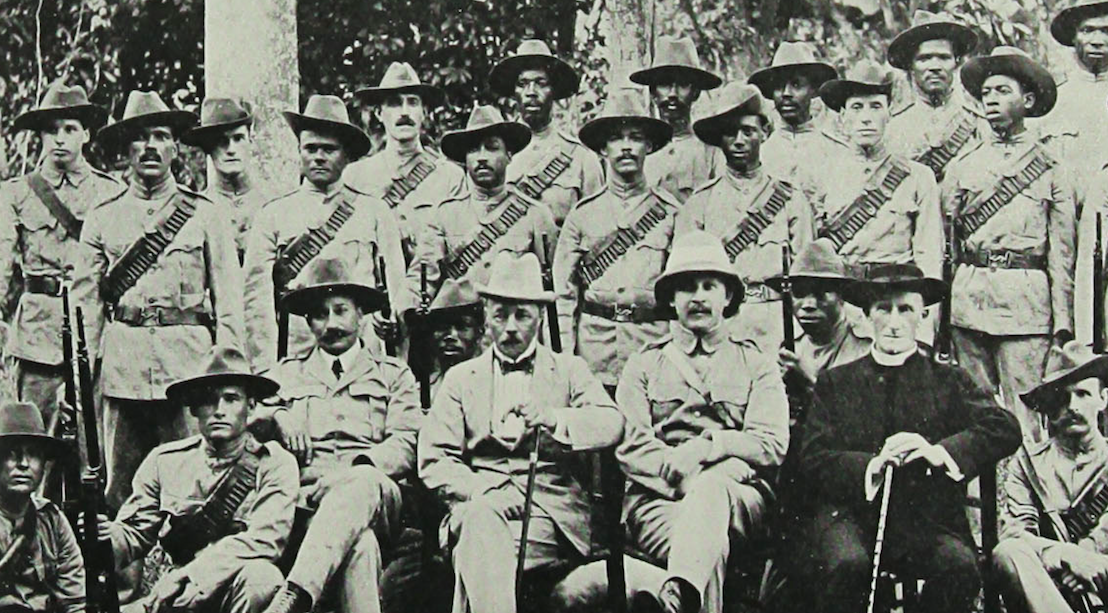
Фотография резерва обороны Монтсеррата в 1915 году.

После того, как Германская империя вторглась в нейтральную Бельгию во время Первой мировой войны, Великобритания объявила ей войну 4 августа 1914 года. Все части Британской империи объявили войну Германии в тот же день, включая Монтсеррат, который в то время находился в составе коронной колонии Британских Подветренных островов. Практически сразу же было сформировано ополчение, получившее название «Резерв обороны Монтсеррата».

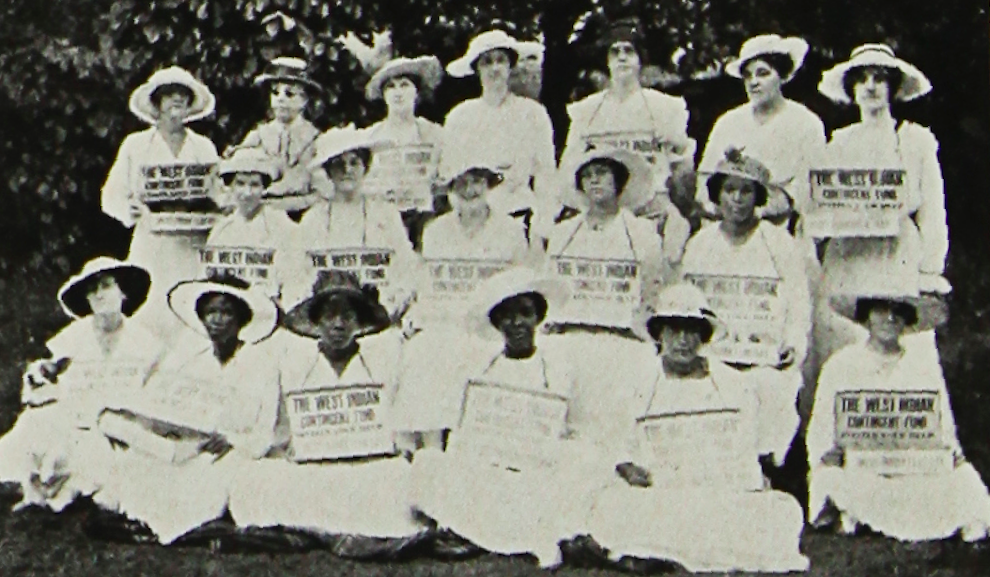
Женский комитет в День флага Монсеррата в 1917 году.

Были созданы женские комитеты для сбора средств и поддержки военных действий. Они организовывали мероприятия для сбора пожертвований, например, в ходе одной из них было собрано 110 килограмм желе из гуавы. Многие из пяти частей Подветренных островов пожертвовали деньги на военные нужды, Монтсеррат также был одной из них, пожертвовавшей 1 000 фунтов стерлингов (что сегодня составляет около 40 000 фунтов стерлингов) Британской империи. Несколько местных жителей служили в торговом флоте, шестеро погибли на службе.

## Последствия
Каждое 14 ноября на Монтсеррате проводится День памяти, в который вспоминают всех монтсерратцев, погибших в Первой мировой войне, а также жителей Монсеррата, погибших во Второй мировой войне и войне в Ираке. В Плимуте, городе Монтсеррата, какое-то время был военный мемориал, но его забросили после извержение вулкана, уничтожившего город. В 2010 году был освящен новый военный мемориал в Литл-Бэй. Согласно официальным данным, следующие монтсерратцы зарегистрированы как погибшие в результате Первой мировой войны: Джон Кингсли Мартин, Уильям Ньюджент Гордон, Уильям Гоазер, Морис Ханнэм, Берли Ханнэм, Адольфус Петерс и Артур Сэмюэл Уорнер.